# Ледия Души
Ледия Души (на албански: Ledia Dushi) е албанска етноложка академик, преводачка, поетеса и писателка на произведения в жанра лирика и документалистика.
Известна е със своята поезия на албанския диалект геги, необичайно за страната, където публикуваното писане е почти изключително на албанския диалект тоски.

## Биография и творчество
Родена е на 21 юни 1978 г. в Шкодра, Северна Албания. В периода 1992 – 1996 г. учи в паралелката по английски език в Педагогическата гимназия „Шейназе Джука“ в Шкодра. Следва албанска филология в периода 1996 – 2000 г. във Факултета по социални науки на Университет „Луиджи Гуракуки“ в Шкодра.
След дипломирането си в периода 2001 – 2002 г. работи като учител по литература в частното средно общообразователно училище „Пиетер Мешкала“ в Шкодра, а в периода 2002 – 2007 г. е директор на сектор „Култура, младеж и спорт“ в общинското управление на Община Шкодра. Заедно с работата си участва в частен проект за изследване и прадставяне на град Шкодра като културно наследство и творчески град. В периода 2007 – 2009 г. е преподавател по албанска филология в катедрата по албанология на Филологическиа факултет на Белградския университет.
В периода 2009 – 2010 г. следва етнология и фолклор в Института за културна антропология и изкуствознание в Академията по албанологични изследвания, където получава магистърска степен. Заедно с обучението си работи до 2011 г. като съветник в Община Тирана. В периода 2011 – 2014 г. работи като ръководител на сдружение „Художествен дух на Шкодра“, в периода 2014 – 2015 г. е заместник-директор на Технологична гимназия „Хамди Бушати“ в Шкодра, а в периода 2015 – 2016 г. е заместник-директор на Гимназия по електротехника „Джерджи Канко“ в Тирана.
През 2016 г. получава докторска степен по етнология и фолклор от Института за културна антропология и изкуствознание в Академията по албанологични изследвания. В периода 2016 – 2018 г. е преподавател в Катедрата по хуманитарни науки и комуникации на Европейския университет в Тирана. От 2018 г. работи в Института за културна антропология и изкуствознание в Академията по албанологични изследвания. Академичните ѝ изследвания се фокусират върху фолклора и религиозните обреди, особено погребалните обреди в Северна Албания.
Ледия Души е най-известна с поетичното си творчество. Пише предимно на диалекта геги, използван в родния ѝ град в Северна Албания. Това я отличава от преобладаващото мнозинство албански писатели, които използват стандартния албански диалект тоски, използван в Южна Албания. Затова в началото на поетичната си кариерата получава обвинения, че разделя албанската нация.
Първата ѝ книга, стихосбирката „Ave Maria bahet lot“ (Аве Мария се превръща в сълзи), е издадена през 1997 г. Книгата получава през 1998 г. наградата „Сребърна писалка“ за дебют на Албанското министерство на културата. Следват стихосбирките ѝ „Зимна сесия“ (1999), „Никой не умира за мен“ (2003), „Мога да спя с връщането на птиците“ (2009), „В дълбока нишка кръв“ (2019) и „Жената не е мъж“ (2020). Поезията ѝ е повлияна от творчеството на модернисти като Езра Паунд.
Участва с поетични четения на Лайпцигския панаир на книгата 2011 и Франкфуртския панаир на книгата през 2006 г. Участник е в „Литературния колоквиум“ в Берлин, Германия през 2004 г. и в „Международен дом на авторите“ в Грац, Австрия през 2005 г. Нейни стихове са преведени на немски, полски, френски, македонски, гръцки, сръбски, италиански, и китайски.
В допълнение към собствената си поезия и академични разработки тя прави преводи на произведения от английски, испански и италиански, включително творби от Габриеле Д'Анунцио, Дилън Томас и Хорхе Луис Борхес.
Ледия Души живее със семейството си в Тирана.

## Произведения

### Поезия
- Ave Maria bahet lot (1997)
- Seancë dimnash (1999)
- Askush nuk vdes për mue (2003)
- Me mujt me fjet me kthimin e shpendve (2009)
- N`nji fije t`thellë gjaku (2019)
- Femna s`asht njeri (2020)

### Преводи
- „Безсмъртие и други есета“, философско есе на Хорхе Луис Борхес (2000)
- „Падането на съпруга“, роман от Сандро Веронеси (2006)
- „Жена бомба“, драма от Алън Граубард и Каролайн Макги (2008)
- „Играта на ангела“, роман от Карлос Руис Сафон (2010)
- „Марина“, роман от Карлос Руис Сафон (2010)
- „Събота с приятели“, роман от Андреа Камилери (2010)
- „Пражко гробище“, роман от Умберто Еко (2011)
- „Ема“, роман от Джейн Остин (2014)
- „Нулево число“, роман от Умберто Еко (2015)
- „Ан Болейн, семейна афера“, роман от Хилари Мантел (2016), в България издаден като „Вълци“